# Reserva natural estricta de Mariàmdjvari
La Reserva natural estricta de Mariàmdjvari (en georgià : მარიამჯვარი) és una àrea protegida del municipi de Sagarejo, a la regió de Kakhètia, a Geòrgia, al vessant sud de la serralada de Gombori.
La Reserva natural de Mariàmdjvari es va fundar el 1935 amb el propòsit de preservar els paisatges intactes de la relíquia del pi de Sosnowskyi (Pinus sosnowskyi). Actualment la Reserva natural estricta de Mariàmdjvari forma part de les àrees protegides de Geòrgia, que també inclou la Reserva gestionada de Korugi i la Reserva gestionada d'Iori.
La major part del paisatge de la reserva està cobert de bosc. El pi de Sosnovskyi és un relicte del Caucas i s'estén entre els 800 i 1800 m sobre el nivell de la mar. Es representa per diverses formes degudes al polimorfisme dels arbres: piramidal (Pinus Sosnowsky Nakai var. Pyramidalis Kurd.), compacte (Pinus Sosnowsky Nakai var. Compacta Kurd.), ovalada (Pinus Sosnowsky Nakai var. Ovalus Kurd.), tipus paraigua (Pinus Sosnowsky Nakai var. Umbraculifera Kurd.). Al bosc protegit també hi ha exemplars de carpí, el carpinus oriental (Carpinus orientalis), el roure, el faig, l'auró i l'om. També hi ha moltes espècies d'arbustos.